# Club de tenis Puente Romano
El Club de Tenis Puente Romano es un club de tenis situado en el Hotel Puente Romano de Marbella, en la provincia de Málaga, España. Fue inaugurado en el año 1979 bajo la dirección de Björn Borg. Desde 1983 hasta 1988 lo dirigió el campeón de Wimbledon Manolo Santana. Afiliado a la ATP , el club ha sido escenario de grandes torneos con la participación de figuras como Boris Becker, Adriano Panatta, John McEnroe y Emilio Sánchez Vicario. El club se compone de diez pistas, de las cuales ocho son de tierra batida y dos de superficie dura, además de una pista central con una capacidad para 2500 espectadores. 
En febrero de 1989, se celebró el primer gran evento internacional en sus pistas con la eliminatoria de octavos de final de la Copa Davis entre España y México, y el pase a cuartos de los españoles por 3-2.
En 2009 acogió a la primera edición del Andalucía Tennis Experience.
Del 2 al 4 de febrero de 2018 albergó el cruce de octavos de final de Copa Davis entre España y Gran Bretaña.
El 4 y 5 de marzo de 2022 fue sede de la eliminatoria Qualifiers de la Copa Davis entre España y Rumanía. El equipo español venció por 3-1 y lograba, de este modo, el acceso a la fase final de grupos.
Sus instalaciones también han albergado eventos del World Padel Tour, como en sus ediciones de 2014 y 2021.